# アストロラビー
『アストロラビー』とは、アイ・ジー・エスが1990年10月12日に発売したゲームボーイ用縦スクロールアクションゲーム。
宇宙を舞台としており、全24ステージとなっている。

## ゲーム内容
ゲーム画面は上空から見下ろした目線で、ジャンプすると高さに応じてグラフィックが大きくなる。
プレイヤーはウサギ型ロボットのラビーを操り、隠されたハートマークのブロックを探し出すとステージクリアとなる。ハートマークは、ステージ上に配置されたソフトブロック内に隠されており、ラビーが一定以上のジャンプから着地することで破壊できる。
各面3ステージ構成で、各面3ステージ目はラビーが乗ることで音を発するブロックを使用した神経衰弱方式のミニゲームとなっている。

## 評価
ゲーム誌『ファミコン通信』の「クロスレビュー」では合計20点、『ファミリーコンピュータMagazine』の読者投票による「ゲーム通信簿」での評価は以下の通りとなっており、15.76点（満30点）となっている。
| 項目 | キャラクタ | 音楽 | 操作性 | 熱中度 | お買得度 | オリジナリティ | 総合  |
| 得点 | 2.82       | 2.59 | 2.43   | 2.67   | 2.57     | 2.68           | 15.76 |